# 越南香蕉饼
香蕉饼（越南语：／）是越南菜中的一种香蕉糕点或面包布丁类的甜品。虽然其确切的成分可能不同，但通常用成熟的香蕉或大蕉、椰浆、食糖，白面包、切碎的小椰子、炼乳、黄油、鸡蛋香草精制成。在成品中，煎熟的香蕉通常呈紫红色。
香蕉饼主要分为以下两大类：
- 烤香蕉饼（越南语：／）：这种香蕉饼用烤箱来烘焙，呈现出金棕色且酥脆的外观。[2]
- 蒸香蕉饼（越南语：／）：在外观上与烤香蕉饼相似，但是添加了一些大米淀粉，且烹饪方式为蒸；外观不是金黄色。

除此之外，还有以下种类：
- 煎香蕉饼（越南语：／）：通常为扁平的，用香蕉加上糯米制成的油炸馅饼。[3]
- 甘薯香蕉饼（越南语：／）：包含甘薯切片的香蕉饼。[4]